# Humboldt (Nebraska)
Humboldt è un comune degli Stati Uniti d'America, situato in Nebraska, nella contea di Richardson.